# Estación Marull
Marull es una estación ferroviaria ubicada en la localidad homónima, departamento San Justo, Provincia de Córdoba, Argentina.
En su edificio se encuentra el Museo Histórico Municipal.

## Servicios
Fue inaugurada en 1911 por el Ferrocarril Central Norte Argentino. En 1948 se transfirió al Ferrocarril General Belgrano. No presta servicios de pasajeros ni de cargas desde 1977. Sus vías e instalaciones están a cargo de la empresa estatal Trenes Argentinos Infraestructura.